# Jaime Durán
Jaime Durán Gómez (ur. 2 grudnia 1981 w El Grullo) – meksykański piłkarz występujący na pozycji prawego obrońcy, trener piłkarski.

## Kariera klubowa
Durán jest wychowankiem akademii juniorskiej zespołu Club Atlas z siedzibą w mieście Guadalajara. Do seniorskiej drużyny został włączony jako siedemnastolatek przez argentyńskiego szkoleniowca Ricardo Lavolpe i w meksykańskiej Primera División zadebiutował 14 sierpnia 1999 w wygranym 3:2 meczu z Tigres UANL. Premierowego gola w najwyższej klasie rozgrywkowej strzelił za to 19 listopada 2000 w zremisowanej 2:2 konfrontacji z Irapuato. Przez pierwsze półtora roku dosyć często pojawiał się na boisku w pierwszym składzie, lecz później został relegowany do roli głębokiego rezerwowego, wobec czego jesień 2001 spędził na wypożyczeniu w drugoligowej filii Atlasu, Bachilleres de Guadalajara. Później, za kadencji trenera Sergio Bueno, powrócił jeszcze do wyjściowej jedenastki na kolejne półtora roku, lecz przeważnie pełnił w swojej drużynie rolę alternatywnego gracza, nie odnosząc z nią również większych sukcesów zarówno na arenie krajowej, jak i międzynarodowej.
Wiosną 2007 po ponad siedmiu latach Durán opuścił Atlas na rzecz drugoligowego Club León, gdzie spędził sześć miesięcy i w wiosennych rozgrywkach Clausura 2007 dotarł do dwumeczu finałowego rozgrywek Primera División A. Zaraz potem powrócił do najwyższej klasy rozgrywkowej, podpisując umowę z klubem Puebla FC, wówczas beniaminkiem pierwszej ligi. Po upływie kolejnego półrocza przeszedł do drużyny Monarcas Morelia, gdzie początkowo pełnił funkcję gracza rezerwowego, lecz później wywalczył sobie miejsce w pierwszym składzie. W grudniu 2008 został wypożyczony do greckiej Skody Ksanti, lecz nie rozegrał w jej barwach żadnego meczu, gdyż po niecałych trzech miesiącach powrócił do ojczyzny, gdzie również na zasadzie wypożyczenia zasilił swój macierzysty Club Atlas. W lipcu 2007 został wypożyczony po raz kolejny, tym razem do ekipy Jaguares de Chiapas z siedzibą w Tuxtla Gutiérrez, gdzie bez większych sukcesów spędził kolejny rok.
Latem 2011 Durán na zasadzie wypożyczenia przeszedł do innego ze swoich byłych klubów, Puebla FC, gdzie od razu został kluczowym punktem linii obronnej zespołu.
| Sezon     | Klub                       | Kraj   | Rozgrywki        | Mecze | Bramki |
| --------- | -------------------------- | ------ | ---------------- | ----- | ------ |
| 1999/2000 | Club Atlas                 | Meksyk | Primera División | 27    | 0      |
| 2000/2001 | Club Atlas                 | Meksyk | Primera División | 23    | 1      |
| 2001/2002 | Bachilleres de Guadalajara | Meksyk | Liga de Ascenso  | 14    | 1      |
| 2001/2002 | Club Atlas                 | Meksyk | Primera División | 2     | 0      |
| 2002/2003 | Club Atlas                 | Meksyk | Primera División | 10    | 0      |
| 2003/2004 | Club Atlas                 | Meksyk | Primera División | 25    | 0      |
| 2004/2005 | Club Atlas                 | Meksyk | Primera División | 38    | 1      |
| 2005/2006 | Club Atlas                 | Meksyk | Primera División | 13    | 0      |
| 2006/2007 | Club Atlas                 | Meksyk | Primera División | 1     | 0      |
| 2006/2007 | Club León                  | Meksyk | Liga de Ascenso  | 16    | 1      |
| 2007/2008 | Puebla FC                  | Meksyk | Primera División | 7     | 0      |
| 2007/2008 | Monarcas Morelia           | Meksyk | Primera División | 9     | 0      |
| 2008/2009 | Monarcas Morelia           | Meksyk | Primera División | 14    | 0      |
| 2008/2009 | Club Atlas                 | Meksyk | Primera División | 6     | 0      |
| 2009/2010 | Monarcas Morelia           | Meksyk | Primera División | 29    | 0      |
| 2010/2011 | Jaguares de Chiapas        | Meksyk | Primera División | 12    | 0      |
| 2011/2012 | Puebla FC                  | Meksyk | Primera División | 31    | 0      |
| 2012/2013 | Puebla FC                  | Meksyk | Primera División |       |        |

## Kariera reprezentacyjna
W 2003 roku Durán został powołany przez szkoleniowca Ricardo Lavolpe do reprezentacji Meksyku U-23 na Igrzyska Panamerykańskie w Santo Domingo. Tam pełnił rolę podstawowego zawodnika swojej kadry narodowej, występując w czterech z pięciu spotkań i ani razu nie wpisując się na listę strzelców. Meksykanie ostatecznie z męskiego turnieju piłkarskiego w półfinale, po czym wygrali w spotkaniu o trzecie miejsce, dzięki czemu zdobyli brązowy medal w swojej dyscyplinie.